# 突击部队

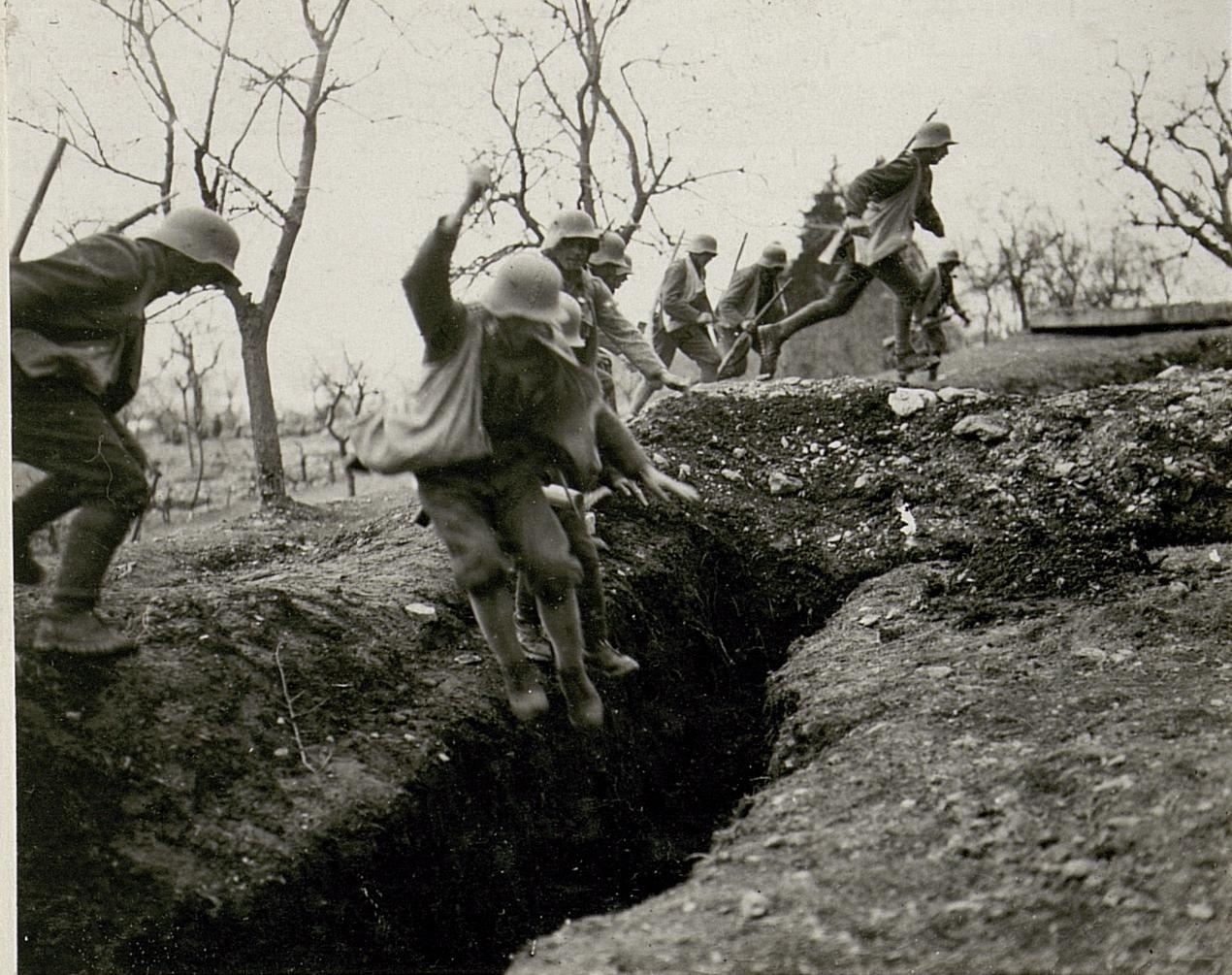
在Levico训练中的突击营士兵

突击队（德語：Stoßtrupp）指一種源自一战德国并仍延续至今的一种特殊的步兵攻击组成形式及其运用，主要体现在将一支部队分为突击组与掩护组。德军一战的风暴突击部队是这种战术的一种体现，其主要用来进攻开放野战工事下的敌方部队。在現代，这种战术主要用于巷战及林地的阵地战中。
要成功执行突击队战术，参与士兵必须经过高强度的训练且体能情况极佳。除了执行好分内职责外，每一名士兵还必须随时可以接过指挥重任，以防指挥官意外阵亡。纪律严明、指挥有序、运动迅速、对有利机会的果断把握以及与炮兵或友邻部队掩护火力的有效配合，乃是突击队战术成功的关键。在日常战斗中，突击队一般会得到各类火炮、突击炮、先遣工兵以及装甲单位的火力支援。突击掷弹兵则是专为巷战而生的单位。
“突击部队”泛指19-20世纪列强陆军部队训练有素，较为精锐一部分。尽管德国著名的“风暴突击部队”使得该词为大众广泛使用，在一战前西欧军队已有使用类似作用的敢死部队。突击部队、敢死队等概念在现代战争中已极少使用，因为大多数陆军已经完全淘汰大规模列兵冲锋和人海战术的使用，取而代之以班、小队为单位的组织结构，因此可以认为常备陆军均可视为这一意义上的突击部队。该词区别于突击队，泛指精锐特种部队的一词。

## 歷史
在一战之前就已有专门应对特殊作战的部队的踪影，例如法军在线列步兵与猎兵部队中用于执行特殊任务的特别分队（piguet）。
突击队战术则主要是由一战东线德军的奥斯卡·冯·胡蒂尔将军与西线的威利·罗尔少校分别制订实施、发展与运用的，主要目的是打破常规战术在遇到愈加强化的堑壕防御体系下效果不佳的僵局。格奥尔格·布吕赫穆勒少将则率先开创出了在步兵进攻前运用集成强化的炮兵先进行火力打击的战术，这种做法一来可以压制敌军表面阵地的步兵，二来也可通过各类特殊弹药（例如毒气弹）破坏敌军火炮阵地的有效运作。
胡蒂尔参考了俄军布鲁西洛夫在1916年在布鲁西洛夫攻势中的打法。后者当时出于物资弹药紧缺无法保证全线有效进攻，为打开突破口，他不得不将火炮集中起来，短促地猛攻一小处位置，随后跟以步兵冲锋。这一战术没想到取得了意想不到的战果。奥匈帝国的防线在这种战术面前极其脆弱，常规的三壕沟纵深防线，前两条往往还没有从俄军火炮中缓过神来就已经准备要与冲到阵前的敌军步兵进行白刃战，而第三条壕沟里的预备役更是还没来得及从兵站中出来就已经被俘虏。胡蒂尔认为，这种战术的优势在于快速猛烈的火力打击会使得敌军来不及警告后方梯队，进而孤立无援。
而罗尔则主要通过组织与发展突击营的方式，将这种战术发扬光大。自1917年起，由士兵们自愿报名参加而得以被组建的突击连及之后的突击营，逐渐成为德军内部的精锐兵种，在战线上屡建奇功。德国著名小说家、昆虫学家恩斯特·荣格就是一名战功赫赫的突击队指挥官，他在1920年根据当时的日记和回忆撰写了他的第一部小说《钢铁风暴》（In Stahlgewittern）。
突击营辖下自有一个先遣工兵连以及一个轻迫击炮连（leichte Minenwerferkompanie），因此能提供最快速最直接的火力支援。而每人配属的铁铲则在近距离肉搏中作用极大，在实战中它被证明比刺刀管用得多。突击营也第一支接收MP18冲锋枪的部队。德军同期还列装了部分上身防弹钢甲，这些钢甲也是主要配备给突击营的机枪手们，他们将在突击过程中保持在出发位置，为前线战友提供火力支援以及侧翼压制。
虽然突击队战术被广泛运用并卓有成效，但大部分德军将领仍对其持怀疑态度，这种态度一直延续到了一战结束。
一战结束后，这类战术才逐渐被魏玛时期的德意志陆军以及纳粹德国陆军接受和采用。原帝国军官费利克斯·施泰纳将突击队战术运用在了对纳粹党卫军的训练上，以便借此组建一支新型军队。
突击掷弹兵（Sturmgrenadiere）与突击先遣工兵（Sturmpioniere）这两个特殊兵种定义始于突击队的建制中，主要被用来对步兵作战或巷战。
二战后，这种战术继续被國家人民军和联邦国防军所继承，主要用于巷战、森林野战以及特种作战的奇袭中。

## 要旨
突击队战术通过对两个分属成分——突击成分与掩护成分的综合指挥与有效运用来实现它的作战目的，其战术要旨就是对“火力与运动兼顾”这一原则的最优化运用，因此炮射火力的直接支持在突击队战斗中不可或缺。突击队战术的基本单位为排，一个连内可以组成多个突击队，后方增援梯队则应随时准备跟进前方突击部队，将撕开的豁口扩大。

## 运作
单个步兵连可同时下令各排对多个地点进行突破打击，亦可令单排增援其他排的主要进攻，以更深入敌防线。
连指挥官可以下令单个或多个突击组在火炮的密集火力覆盖或只是火力监视下，对突破点进行靠近和突击。一旦撕开突破口，他将投入更多兵力与火力，以期深入敌防线并试着拔掉敌指挥所，从而影响敌防御并阻滞反击，然后部队将向两翼进攻敌军侧翼，迫使其防线内卷或后撤，至此突击队完成战斗任务。整个过程中突击行动将保证作战空间尽可能细长狭窄，以保证火力的最大化效果。
这类战斗的主要风险来自敌军及时反应过来后组织的反击，以及地雷或诡雷等物的阻碍。

## 构成
德军的单个突击排一般建制如下：
- 指挥单位，其与突击成分一同运动，主要由以下人员构成：
  - 排长，兼突击队指挥
  - 传令兵
  - 通信员，负责与连通讯
- 突击成分，由1-2个突击组构成，每个突击组包括：
  - 一个3人突击组，装备手雷与突击步枪
  - 一个3人突击组，配备榴弹抛射武器（一战时为迫击炮），主要任务在于压制主突击组突击方向上的敌军
  - 一个2人爆破组，有时可能两个突击队只有一个爆破组
- 掩护成分，由副排长指挥，配备重武器：
  - 一个2人狙击组，配有光学瞄具狙击枪，一般分开活动
  - 两个2人机枪组，用于压制突击方向以及两翼敌军
- 一到两个补给组，用于支持补充弹药物资
- 一个医疗组（调自医疗排）
- 反坦克组，一般仅在特殊情况下会配置